# Glodavko
Glodavko je lik iz crtanog filma Velike pustolovine Winnieja Pooha koji je napisao engleski pisac A.A.Milne.

## Podaci o liku
- Rod: muškarac
- Boja očiju: crna
- Boja dlake: siva
- Vrsta: krtica
- Vjernost: životinjama i dječaku
- Glumac: Sebastian Cabot
- Prvo pojavljivanje: Velike pustolovine Winnieja Pooha

## Opis lika
Glodavko je stručnjak u gradnji jer kopa po tlu. Koliko je stručnjak u gradnji, toliko je i stručnjak u rušenju. Većinu dana provodi u tlu.